# Finlay Knox
Finlay Hugh Knox (Leeds, Reino Unido, 8 de enero de 2001) es un deportista canadiense que compite en natación.
Ganó una medalla de oro en el Campeonato Mundial de Natación de 2024, cinco medallas en el Campeonato Mundial de Natación en Piscina Corta, en los años 2022 y 2024, y cinco medallas en los Juegos Panamericanos de 2023.
Participó en dos Juegos Olímpicos de Verano, en los años 2020 y 2024, ocupando el octavo lugar en París 2024, en la prueba de 200 m estilos.

## Palmarés internacional
| Campeonato Mundial                  | Campeonato Mundial    | Campeonato Mundial | Campeonato Mundial      |
| Año                                 | Lugar                 | Medalla            | Prueba                  |
| ----------------------------------- | --------------------- | ------------------ | ----------------------- |
| 2024                                | Doha (Catar)          | Medalla de oro     | 200 m estilos           |
| Campeonato Mundial en Piscina Corta |                       |                    |                         |
| Año                                 | Lugar                 | Medalla            | Prueba                  |
| 2022                                | Melbourne (Australia) | Medalla de bronce  | 100 m estilos           |
| 2022                                | Melbourne (Australia) | Medalla de bronce  | 200 m estilos           |
| 2024                                | Budapest (Hungría)    | Medalla de plata   | 4 × 50 m estilos mixto  |
| 2024                                | Budapest (Hungría)    | Medalla de bronce  | 200 m estilos           |
| 2024                                | Budapest (Hungría)    | Medalla de bronce  | 4 × 100 m estilos mixto |
| Juegos Panamericanos                |                       |                    |                         |
| Año                                 | Lugar                 | Medalla            | Prueba                  |
| 2023                                | Santiago (Chile)      | Medalla de oro     | 200 m estilos           |
| 2023                                | Santiago (Chile)      | Medalla de bronce  | 4 × 100 m libre         |
| 2023                                | Santiago (Chile)      | Medalla de bronce  | 4 × 200 m libre         |
| 2023                                | Santiago (Chile)      | Medalla de bronce  | 4 × 100 m estilos       |
| 2023                                | Santiago (Chile)      | Medalla de bronce  | 4 × 100 m libre mixto   |